# 橘川俊忠
橘川 俊忠（きつかわ としただ、1945年 - ）は、日本の歴史学者。神奈川大学名誉教授。専攻は日本政治思想史。
中国北京市生まれ。東京大学法学部卒業。神奈川大学法学部教授。1996年より神奈川大学日本常民文化研究所長を務める。 1978年の同研究所入所以来、石川県輪島市の時国家文書をはじめ、全国各地で文書・書籍の史料調査をおこなっている。

## 来歴
- 1945年 - 中国北京市に生まれる。
- 東京大学卒業
- 雑誌『現代の理論』編集委員長
- 神奈川大学法学部教授
- 1996年 神奈川大学常民文化研究所長
- 神奈川大学名誉教授

## 主な研究
橘川俊忠　は2008年の「あいまい国家日本の由来」(『現代の理論』０８年新春号)で次のように主張する。
- 日本では明治以降、「国家」も「国民」概念も明確な定義を欠いて漂流してきた。それは近代以降の日本の国家形成と深くかかわる。

- 近代国家の形成は明治維新だが、日本国民の形成は単純ではない。明治にアイヌと琉球を包摂したため、民族による国民意識を形成できなかった。そこで利用されたのが、帝国憲法の「臣民」と家族国家観による「赤子」である。以後、臣民・赤子・民族・国民の４つの概念は状況によって使い分けられ、国家への統合・忠誠の機能を担う。たとえばアイヌに対しては「土民」として同化を強制したが、国民・臣民待遇はしなかった。

- 琉球・台湾・朝鮮に対しては、皇民化政策で同祖論・同種論で国民・臣民とした。さらに満州国では五族協和で、同じ朝鮮人でも民族として容認した。

- 臣民・赤子・民族・国民の４つの概念をあいまいにして状況に応じて利用するやり方は、国家と国民の認識を不明確にし、その場しのぎの対外政策・戦争政策となって国民を破滅させた。

- 戦争目的も当初の「大東亜共栄圏」から戦争末期には「国体護持」となり、本土のみが防衛対象とされてそれ以外は切り捨てられた。昭和天皇の「終戦の詔書」でも、「国体護持の目的は達成された」として日本民族以外を切り捨ててしまう。
- 戦後の「単一民族説」は、異民族を切り捨てて明治以来初めて１つの民族集団に純化したという国民意識の結果であった(それとて幻想にすぎない

- 国家とは何か(国民が不断に作り出し作り直すもの)、国民とは何か(日本に居住する権利と義務の主体)、市民革命において確立された原理を再確認しその実現をめざすこと、それなくしては日本はあいまいな国家のままとどまらざるをえないと橘川は力説する。

## 主な著書
- 『歴史解読の視座』（共著、御茶の水書房）
- 『「民族と国家」の諸問題』（共著、神奈川新聞社出版局）
- 『芦東山日記』（校訂、平凡社）
- 『近代批判の思想』（論争社）
- 『歴史解読の視座』（御茶ノ水書房、共著）
- 『柳田国男における国家の問題』（神奈川法学）
- 『終わりなき戦後を問う』（明石書店）など。
- 『丸山眞男「日本政治思想史研究」を読む』（日本評論社）

## 論文
- CiNii